# VI Music
VI Music fue un sello discográfico puertorriqueño especializado en el género reggaeton fundado por los productores de reggaeton Mario VI, Alex Gárgolas y Juan Vidal. El sello discográfico saltó a la fama después de asegurar una empresa conjunta con Universal Latino y Machete Music. Sus discos incluyen producciones de oro y platino como The Last Don y King of Kings de Don Omar, Barrio Fino de Daddy Yankee, A La Reconquista y La Historia: Live de Tito y Héctor, Los MVP de Khriz y Ángel y Sin Limite de Magnate y Valentino entre muchos otros. Durante el apogeo de su popularidad, VI Music tuvo algunos de los actos de reggaeton más exitosos firmados con su sello. La compañía no ha lanzado un álbum desde 2009 después de que la mayoría de sus artistas se fueran o vendieran sus contratos a Universal Latino, sobre todo Don Omar. Alex Gárgolas dejó la empresa y pasó a descubrir y dirigir a Farruko durante sus primeros éxitos internacionales. Mario VI actualmente presenta su propio programa de radio "La Jungla" en Puerto Rico junto con la legendaria personalidad de radio El Coyote.

## Artistas del sello (actuales y antiguos)
- Ángel & Khriz
- Héctor y Tito
- Don Omar
- Daddy Yankee
- Eliel
- Magnate & Valentino
- Mario VI
- Gocho
- Alex Gárgolas
- Echo
- DJ Nelson
- Glory
- Luny Tunes

## Álbumes lanzados por VI Music
- Alex Gárgolas: Gárgolas: El Comando Ataca (1998)
- Violencia Musical (Héctor & Tito) (1998)
- Alex Gárgolas: Gárgolas 2: El Nuevo Comando - Segundo Ataque (1999)
- Sabor a dulce (Ashley) (1999)
- Alex Gárgolas: Las 9 Plagas (2000)
- El poder de las mujeres (Ashley) (2000)
- Guatauba 2000 (2000)
- Alex Gárgolas: Gárgolas III (2001)
- Grayskull: Abusando (2001)
- DJ Frank presenta Major League (I'm The Message) - Yanuri (2001)
- Rompiendo el Hielo (Magnate & Valentino) (2002)
- A La Reconquista (Héctor & Tito) (2002)
- El Cangri.com (Daddy Yankee) (2002)
- DJ Joe: Fatal Fantassy Vol. 3 (2002)
- La Historia Live (Héctor & Tito) (2003)
- Luny Tunes: Mas Flow (2003)
- Los Homerun-es (Daddy Yankee) (2003)
- Censurado (Ranking Stone) (2003)
- The Last Don (Don Omar) (2003)
- Barrio Fino (Daddy Yankee) (2004)
- Alex Gárgolas: Las 9 Plagas Vol. 2 (2004)
- The Last Don Live (Don Omar) (2004)
- Eliel: El Que Habla Con Las Manos (2004)
- Ahora le Toca al Cangri! Live (Daddy Yankee) (2005)
- Los Bandoleros (Don Omar) (2005)
- Season Finale (Héctor & Tito) (2005)
- Luny Tunes: Desafio (2005)
- Buddha's Family 2: Desde La Prisión (2005)
- Los Kambumbos: Tierra de Nadie (2005)
- Kings of Kings (Don Omar) (2006)
- Los Bandoleros Reloaded (Don Omar) (2006)
- Alex Gárgolas: Gárgolas 5: The Next Generation (2006)
- Los Rompe Discotekas (Héctor el Father) (2006)
- Progresivo (Magnate & Valentino) (2007)
- Echo: Echo Presenta: Invasión (2007)
- The Bad Boy: The Most Wanted Edition (Héctor el Father) (2007)
- Showtime (Ángel & Khriz) (2008)
- Química Perfecta (Magnate & Valentino) (2009)
- Da' Take Over (Ángel & Khriz) (2010)